# St. Georg (Delligsen)

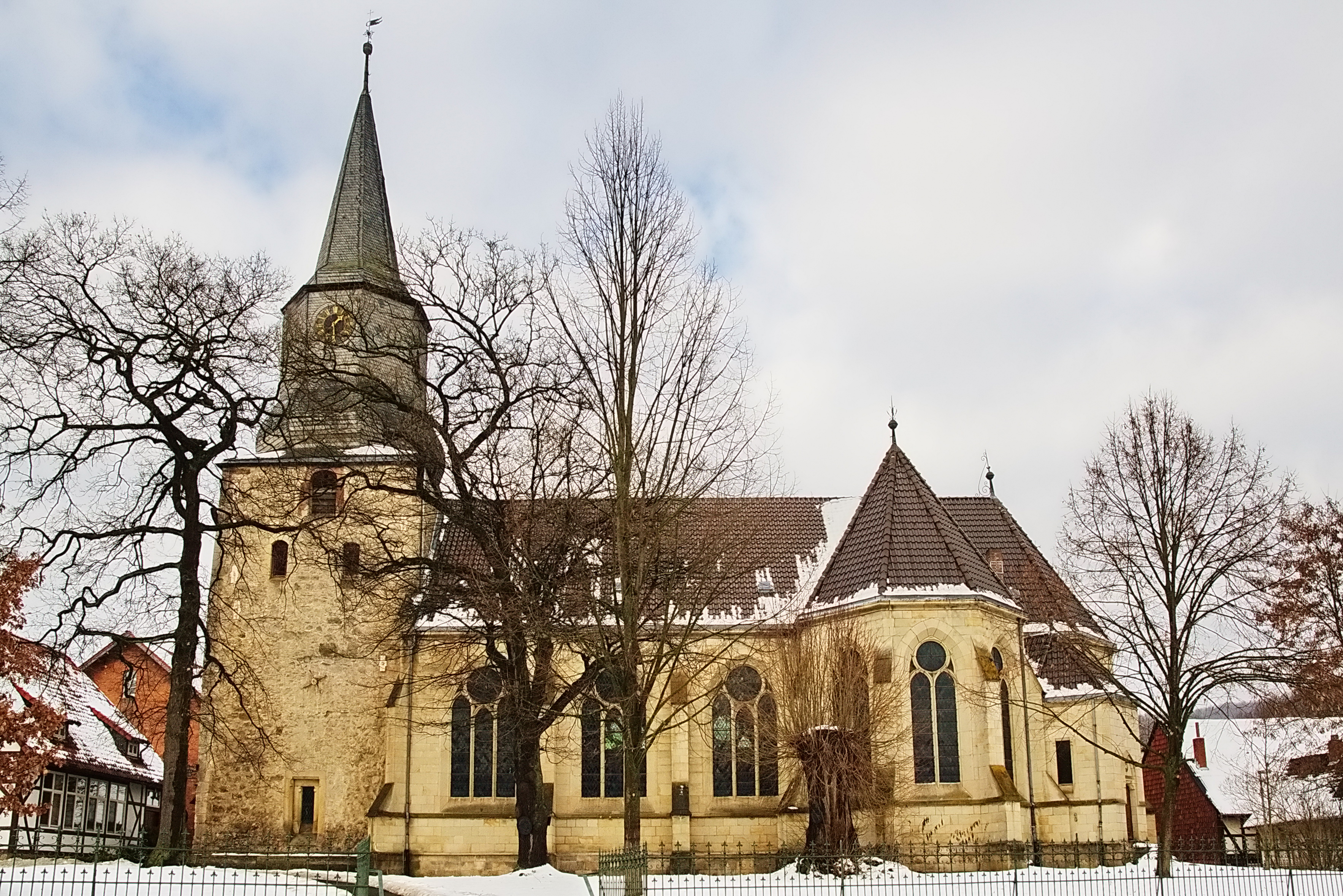
St. Georg

Die evangelisch-lutherische Kirche St. Georg steht in Delligsen, einer Einheitsgemeinde im Landkreis Holzminden von Niedersachsen. Die Kirchengemeinde gehört zum Pfarrverband Schöppenstedt-Nord der Propstei Gandersheim-Seesen  der Evangelisch-lutherischen Landeskirche in Braunschweig.

## Beschreibung
Im Jahr 1687 fiel der Vorgängerbau einer Feuersbrunst zum Opfer. Lediglich der 1609 erbaute Kirchturm aus Bruchsteinen blieb bis heute erhalten. Eine neue Kirche wurde bald wieder errichtet. Nachdem diese Kirche baufällig geworden war, begann Ende 1887 der Neubau des Langhauses mit drei Achsen, des Querschiffes und des Chors aus von Strebepfeilern gestütztem Quadermauerwerk sowie die Reparatur des Kirchturms. Die neugotische Saalkirche wurde am 29. September 1890 eingeweiht. Das Querschiff und der Chor sind dreiseitig abgeschlossen. Der Kirchturm erhielt eine achtseitige, schiefergedeckte, bauchige Haube, auf der ein zylindrischer Aufsatz mit der Turmuhr sitzt. Dieser ist bedeckt mit einem spitzen Helm. 
Zur Kirchenausstattung gehört ein um 1490 geschaffener Flügelaltar, dessen Flügel fehlen. Ihm wurde 1889 ein neugotisches Altarretabel hinzugefügt. Die Mandorla wird flankiert von sechs Heiligen. Die erste Orgel wurde 1855 von den Gebrüdern Euler gebaut. Sie wurde 1890 von Heinrich Faber und 1967 mit 22 Registern, verteilt auf zwei Manuale und ein Pedal, von den Gebrüdern Hillebrand erneuert.